# روي أندرسن
روي أندرسن (بالنرويجية البوكمول: Roy Andersen)‏ هو منافس ألعاب قوى نرويجي، ولد في 2 أبريل 1955.

## وصلات خارجية
- روي أندرسن على موقع الاتحاد الدولي لألعاب القوى (الإنجليزية)